# Moro Moro (gemeente)
Moro Moro is een gemeente (municipio) in de Boliviaanse provincie Vallegrande in het departement Santa Cruz. De gemeente telt naar schatting 2.653 inwoners (2018). De hoofdplaats is Moro Moro.